# Le Tronchet, Sarthe
Le Tronchet là một xã trong tỉnh Sarthe ở tây bắc nước Pháp. Xã này có diện tích 3,9 km2, dân số năm 2006 là 131 người.